# Sphodromantis hyalina
Sphodromantis hyalina är en bönsyrseart som beskrevs av Scott LaGreca 1955. Sphodromantis hyalina ingår i släktet Sphodromantis och familjen Mantidae. Inga underarter finns listade i Catalogue of Life.